# Академическая гребля на летних Олимпийских играх 1920 — одиночки
Соревнования по академической гребле среди мужчин в одиночках на летних Олимпийских играх 1920 года прошли с 27 по 29 августа на канале Виллебрук. В соревновании приняли участие 10 спортсменов из 10 стран.
Действующий олимпийский чемпион британец Уильям Киннери участвовал в Первой мировой войне, а после её завершения занялся тренерской деятельностью.
Олимпийским чемпионом 1920 года стал американец Джон Келли-старший, победивший в зрелищном финальном заезде действующего победителя «Бриллиантовых вёсел» британца Джека Бересфорда. Их дуэль могла состояться чуть ранее во время Хенлейской регаты, но Келли не разрешили принять участие в этих соревнованиях, посчитав, что он не выполнил всех необходимых требований, чтобы считаться спортсменом-любителем. Спустя полчаса после победы в одиночках Келли-старший стал чемпионом в двойках парных вместе с Полом Костелло. По возрвращении в Филадельфию Келли-старшего встречали 100 000 человек. Обладателем бронзовой награды стал новозеландец Дарси Хэдфилд, уступивший в полуфинале Келли-старшему.
На Играх 1920 года гребцы из Новой Зеландии, Чехословакии и Швейцарии дебютировали в олимпийских соревнованиях по академической гребле. Ранее новозеландские и чехословацкие спортсмены уже участвовали в гребных соревнованиях, но выступая в составах сборных Австралазии и Богемии.

## Призёры
| Золото                 | Серебро                       | Бронза                       |
| Джон Келли-старший США | Джек Бересфорд Великобритания | Дарси Хэдфилд Новая Зеландия |

## Рекорды
До начала летних Олимпийских игр 1920 года лучшее олимпийское время было следующим:
| Лучшее олимпийское время | Спортсмен           | Время   | Место     | Дата         |
| ------------------------ | ------------------- | ------- | --------- | ------------ |
| Лучшее олимпийское время | Уильям Киннир (GBR) | 07:37,0 | Стокгольм | 19 июля 1912 |

По итогам соревнований американец Джон Келли-старший смог улучшить данный результат, закончив дистанцию в финале с результатом 07:35,0.

## Расписание
| Дата       | Раунд        |
| ---------- | ------------ |
| 27 августа | Первый раунд |
| 28 августа | Полуфинал    |
| 29 августа | Финал        |

## Результаты

### Первый раунд
Победитель каждого заезда проходил в полуфинал соревнований. Все остальные гребцы выбывали из борьбы за медали.

#### Заезд 1
| Место | Спортсмен      | Страна         | Время      | Отставание | Примечания |
| ----- | -------------- | -------------- | ---------- | ---------- | ---------- |
| 1     | Джек Бересфорд | Великобритания | 7:45,0     | +0,0       | SF         |
| 2     | Макс Шмид      | Швейцария      | 7:49,0     | +4,0       |            |
| 3     | Густав Цинке   | Чехословакия   | неизвестно | неизвестно |            |

#### Заезд 2
| Место | Спортсмен     | Страна     | Время      | Отставание | Примечания |
| ----- | ------------- | ---------- | ---------- | ---------- | ---------- |
| 1     | Фритс Эйкен   | Нидерланды | 7:50,0     | +0,0       | SF         |
| 2     | Нино Кастелли | Италия     | 7:59,0     | +9,0       |            |
| 3     | Жак Халлер    | Бельгия    | неизвестно | неизвестно |            |

#### Заезд 3
| Место | Спортсмен          | Страна | Время  | Отставание | Примечания |
| ----- | ------------------ | ------ | ------ | ---------- | ---------- |
| 1     | Джон Келли-старший | США    | 7:44,2 | +0,0       | SF         |
| 2     | Нильс Люнглёф      | Швеция | 7:49,6 | +5,4       |            |

#### Заезд 4
| Место | Спортсмен     | Страна         | Время  | Отставание | Примечания |
| ----- | ------------- | -------------- | ------ | ---------- | ---------- |
| 1     | Дарси Хэдфилд | Новая Зеландия | 8:05,0 | +0,0       | SF         |
| 2     | Теодор Эйрих  | Дания          | 8:11,0 | +6,0       |            |

### Полуфинал
Победитель каждого заезда проходил в финал соревнований.

#### Заезд 1
| Место | Спортсмен      | Страна         | Время  | Отставание | Примечания |
| ----- | -------------- | -------------- | ------ | ---------- | ---------- |
| 1     | Джек Бересфорд | Великобритания | 7:45,0 | +0,0       | F          |
| 2     | Фритс Эйкен    | Нидерланды     | 7:50,4 | +5,4       |            |

#### Заезд 2
| Место | Спортсмен          | Страна         | Время  | Отставание | Примечания |
| ----- | ------------------ | -------------- | ------ | ---------- | ---------- |
| 1     | Джон Келли-старший | США            | 7:46,2 | +0,0       | F          |
| 2     | Дарси Хэдфилд      | Новая Зеландия | 7:49,2 | +3,0       |            |

### Финал
В финале соревнований встретились действующий чемпион «Бриллиантовых вёсел» британец Джек Бересфорд и американец Джон Келли-старший, который не был допущен до Хенлейской регаты из-за того, что Джон работал каменщиком, а значит не подпадал под любительский статус спортсмена, а также состоял в лодочном клубе «Веспер», который с 1906 года не допускали до этой Регаты. Финальная гонка, состоявшаяся в Антверпене считается одной из самых ярких и драматичных в истории академической гребли. Со старта лидерство захватил Бересфорд, но за несколько сотен метров до финиша Келли смог догнать его и на финише смог опередить его всего на 1 секунду. По одной из версий после финиша гонки Джон Келии отправил свою кепку королю Великобритании Георгу V с запиской «Привет от каменщика».
| Место | Спортсмен          | Страна         | Время     | Отставание |
| ----- | ------------------ | -------------- | --------- | ---------- |
| 1     | Джон Келли-старший | США            | 7:35,0 OB | +0,0       |
| 2     | Джек Бересфорд     | Великобритания | 7:36,0    | +1,0       |